# Alemich
Alemich ist ein Ortsteil von Vilkerath in der Stadt Overath im Rheinisch-Bergischen Kreis in Nordrhein-Westfalen, Deutschland.

## Lage und Beschreibung
Der landwirtschaftlich geprägte Ortsteil Alemich liegt oberhalb des Aggertals an der A4 und ist über die Kreisstraße 37 zu erreichen, die von Landwehr nach Vilkerath führt. Die nächsten Ortschaften sind Bernsau, Neuenhaus, Breidenassel und Obermiebach an der Grenze zum Rhein-Sieg-Kreis. Diese Ortslagen gehören zu Feuchtgebieten in denen besondere Tiere und Pflanzen gedeihen und sie zählen zu den Naturräumen Deutschlands. Alemich selbst ist vor allem bekannt durch ein Gestüt, in dem Araberpferde gezüchtet werden.

## Geschichte
Eine frühe Ortsbezeichnung Aldenberg stammt möglicherweise von Adolphus clericus de Aldenberg her, einem Lehnsherr, der bereits im 13. Jahrhundert verzeichnet ist. Wobei Ale (alt) auf einen bereits zuvor bestehenden Lehnshof hindeuten könnte.
Die Topographia Ducatus Montani des Erich Philipp Ploennies, Blatt Amt Steinbach, belegt, dass der Wohnplatz bereits 1715 eine Hofstelle besaß, die als Alemich beschriftet ist. Carl Friedrich von Wiebeking benennt die Hofschaft auf seiner Charte des Herzogthums Berg 1789 ebenfalls Alemich. Aus ihr geht hervor, dass der Ort zu dieser Zeit Teil der Honschaft Miebach im Kirchspiel Overath war.
Der Ort ist auf der Topographischen Aufnahme der Rheinlande von 1817 als Alemich verzeichnet. Auch die Preußische Uraufnahme von 1845 zeigt den Wohnplatz unter dem Namen Alemich. Ab der Preußischen Neuaufnahme von 1892 ist der Ort auf Messtischblättern regelmäßig als Alemich verzeichnet.
1822 lebten acht Menschen im als Haus kategorisierten und als Alemig bezeichneten Ort, der nach dem Zusammenbruch der napoleonischen Administration und deren Ablösung zur Bürgermeisterei Overath im Kreis Mülheim am Rhein gehörte. Für das Jahr 1830 werden für den als Haus bezeichneten Ort keine Einwohner angegeben, der Ort war unbesiedelt. Der 1845 laut der Uebersicht des Regierungs-Bezirks Cöln als Alemig bezeichnete und ebenfalls als isoliertes Haus kategorisierte Ort besaß zu dieser Zeit ein Wohngebäude mit sieben Einwohnern, alle katholischen Bekenntnisses. Die Gemeinde- und Gutbezirksstatistik der Rheinprovinz führt Alemich 1871 mit einem Wohnhaus und sieben Einwohnern auf. Im Gemeindelexikon für die Provinz Rheinland von 1888 werden für Alemich ein Wohnhaus mit 13 Einwohnern angegeben. 1895 besitzt der Ort ein Wohnhaus mit elf Einwohnern und gehörte konfessionell zum katholischen Kirchspiel Marialinden, 1905 werden ein Wohnhaus und sieben Einwohner angegeben. Für 1907 weist das Hausnumerierungs-Kataster von Alemich für das Haus Nr. 4 (heute Nr. 1) als Eigentümerin Gräfin Nesselrode aus und als einzigen Bewohner Anton Miebach.

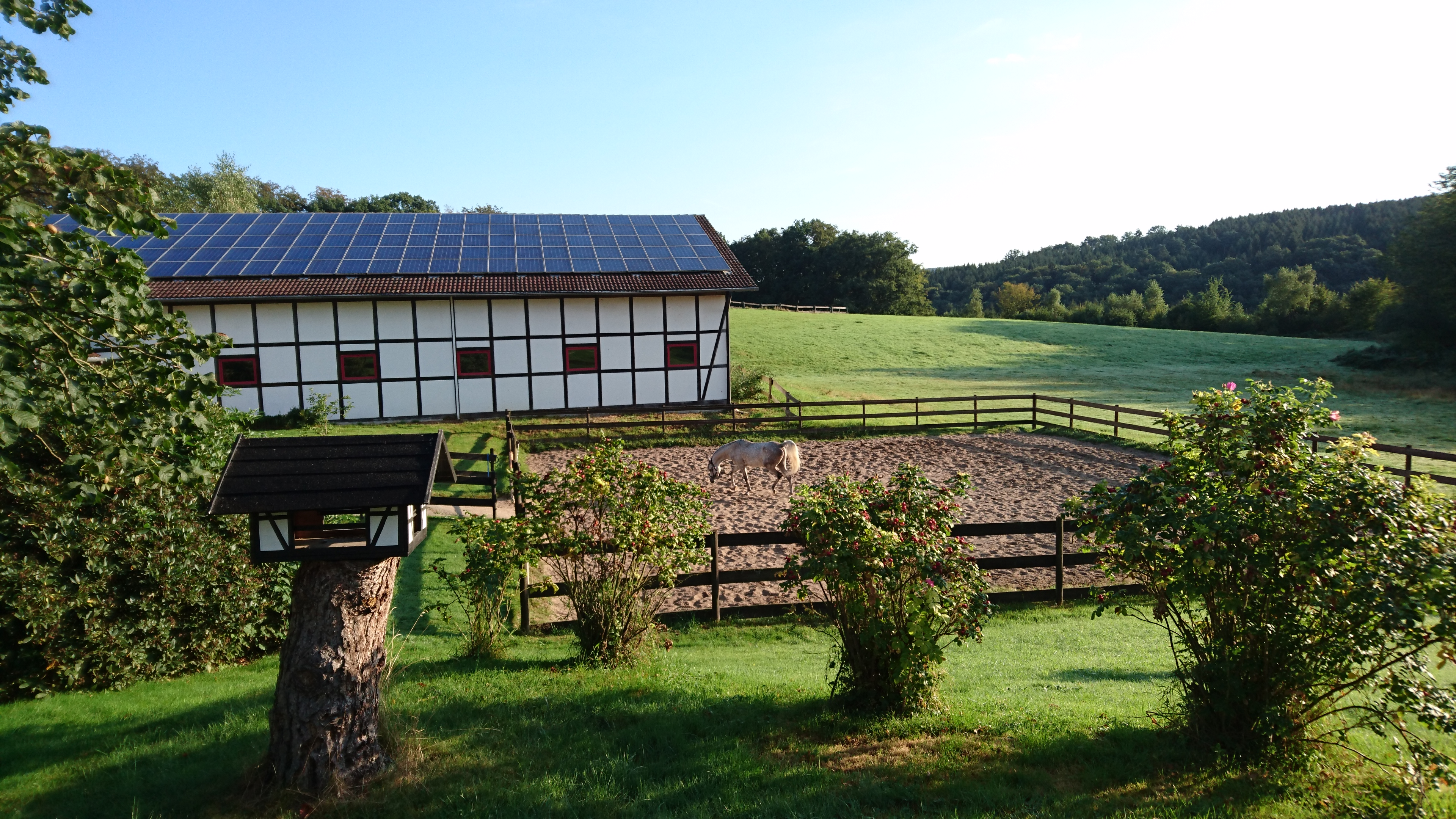
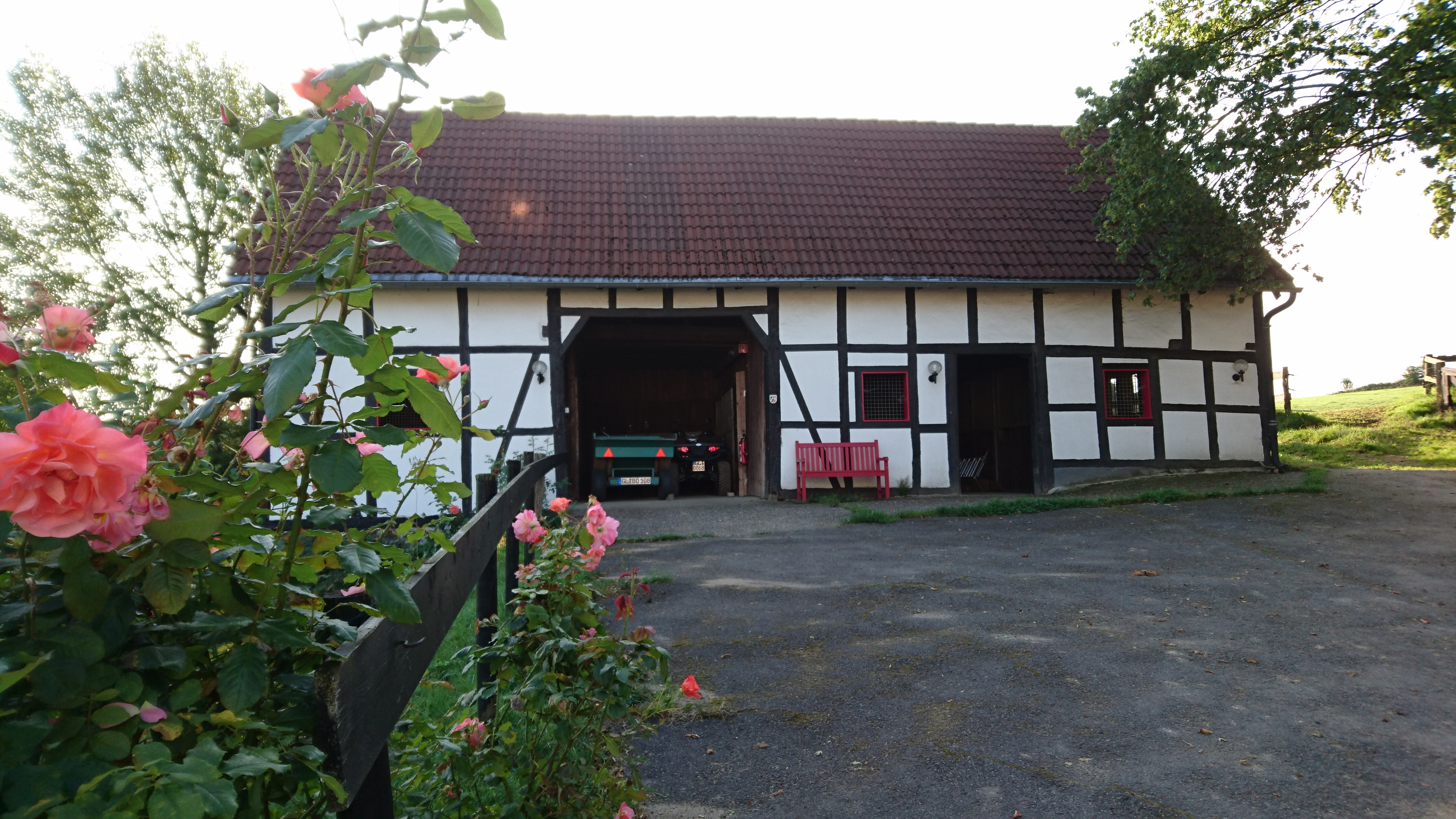